# Scooby-Doo (personagem)
Scoobert Cornelius Doo, mais conhecido como Scooby-Doo, é um cão fictício e o protagonista da série de televisão Scooby-Doo. Scooby-Doo é o animal de estimação e o companheiro de longa vida de Salsicha Rogers. Ele pode falar e ficar sobre duas patas por muito tempo. É medroso, porém tem um coração de ouro e, assim como Salsicha, é comilão. O personagem utiliza muito o bordão "Scooby-dooby-doo". Nos esboços originais, Scooby não tinha manchas. Scooby é um Dogue Alemão (conhecido também como cão dinamarquês), mas não há cães da raça com as mesmas cores e pintas. E revelado no 4° desenho da franquia "Scooby-Doo mistério S/A" o motivo de ele ter a capacidade de falar que nem um ser humano pois ele é um descendente de uma raça de seres alienígenas conhecidos como annunakis 
No Brasil, Orlando Drummond emprestou a voz por mais de 30 anos para o Scooby-Doo.

## Personalidade
Em todas as versões do personagem, Scooby-Doo e Salsicha possuem diversos traços de personalidade, principalmente sendo covardes e sempre famintos, mas seus amigos (Velma, Daphne e Fred) incentivam-nos a ir atrás dos vilões fantasiados, geralmente com os "Biscoitos Scooby", um deleite do cão pelo biscoito (geralmente em forma de osso, ou, nas versões mais recentes das caricaturas, em forma do cão Scooby).
Na maioria das atuações, ele mantém suas frases relativamente curtas, rindo e geralmente usando charadas para nada mais do que três ou quatro palavras. Seu slogan geralmente uivado no final de cada episódio é: "Scooby-dooby-doo!".

## Relacionamentos
- Sandy Duncan: Scooby se apaixonou por Sandy Duncan em um estúdio. (Os novos filmes de Dcooby-Doo: Jekyll e Hyde);
- Scooby-Dee: Scooby e seu primo Scooby-Dão competem pela estrela de cinema Scooby-Dee, que também é prima deles. (O Show do Scooby-Doo: O filme de terror);
- Cão de trenó: Scooby se apaixona por um cão de trenó. No final do caso, ela o beija. (Os novos filmes de Scooby-Doo: Uma noite assustadora com um susto de fera da neve);
- Amber: Salsicha e Scooby são sequestrados por alienígenas e abandonados no deserto. Lá eles conhecem uma fotógrafa da vida selvagem, Crystal e seu cachorro Amber, um Golden Retriever usando uma bandana vermelha. (Scooby-Doo e os invasores alienígenas);
- Chiquita: Scooby se encontra com Chiquita, o animal de estimação do filho de Alejo Otero, Chihuahua, quando a turma chega ao hotel da família de Alejo. (Scooby-Doo! e o Monstro do México);
- Roxanne: Uma antiga namorada que Scooby encontra novamente quando a turma volta para sua cidade natal para dar um tempo na solução de mistérios. (O que há de novo Scooby-Doo: Um Dia dos Namorados Scooby-Doo);
- Shauna; Scooby se apaixonou por ela quando visitou o Grand Sandy Resort. (Scooby-Doo! e a Besta da Praia)[1]

## Aparência
Scooby-Doo é marrom dos pés à cabeça com várias manchas pretas na parte superior do corpo. Ele geralmente é um quadrúpede, mas, com características humanas, exibe ocasionalmente o jeito bípede, usando seus dois membros inferiores para caminhar. Scooby pode usar suas patas dianteiras como mãos. Ele tem um nariz preto e veste uma coleira azul com as suas iniciais "SD", possuindo quatro dedos em cada pé.
O criador Iwao Takamoto explicou mais tarde que, antes que ele desenhasse o personagem, falou pela primeira vez com um criador de Dogues Alemães, que descreveu-lhe as características desejáveis de um cão de raça. Takamoto, em seguida, chamou Scooby como o oposto disso. Ele disse: "Eu decidi ir para o [caminho] em frente e dei-lhe uma corcunda, pernas tortas, queixo pequeno. Até mesmo a cor dele é errada."
Segundo a revista oficial que acompanhou o filme de 2002, Scooby tem sete anos. 

## Opinião de Kasem
Casey Kasem, o ex-dublador de Salsicha Rogers, disse que o Scooby é a estrela do show. Kasem explicou: "As pessoas amam os animais mais do que amam as pessoas. Estou certo ou errado? Eles dão mais amor aos seus animais de estimação que eles dão para as pessoas. Scooby é vulnerável e amável e não é corajoso e muito parecido com as crianças que assistem. Mas, como as crianças, ele gosta de pensar que ele é corajoso."

## Dubladores
Estados Unidos (Original)
- Don Messick em Scooby-Doo (1969–1996)
- Hadley Kay em Johnny Bravo
- Scott Innes em Scooby-Doo (1998–2001)
- Frank Welker em Scooby-Doo (2002-presente), Scooby-Doo! O Mistério Começa e Scooby-Doo! A Maldição do Monstro do Lago
- Neil Fanning em Scooby-Doo (2002) e Scooby-Doo 2 - Monstros à Solta (2004)

 Portugal (Versão portuguesa)
- Rui Paulo (em Scooby-Doo: O Filme (2002) e Scooby! (2020)
- José Jorge Duarte (em Looney Tunes: De Novo a Ação (2003), Scooby-Doo 2 - Monstros à Solta (2004) e O Que Há de Novo, Scooby-Doo?)
- Rui de Sá (desde Scooby-Doo! Mistério S.A até ao presente)

 Dinamarca (Versão dinamarquesa)
- Lars Thiesgaard

 Brasil (Versão brasileira)
- Orlando Drummond (De Scooby Doo, Cadê Você? até Scooby Doo - Mistério S.A - 1a Voz)
- Cassius Romero (Os Ho-Ho Olímpicos)
- Tatá Guarnieri (Scooby-Doo e o Fantasma da Bruxa - Álamo)
- Reginaldo Primo (Scooby Doo Mistério S.A a 2020- 2a Voz)

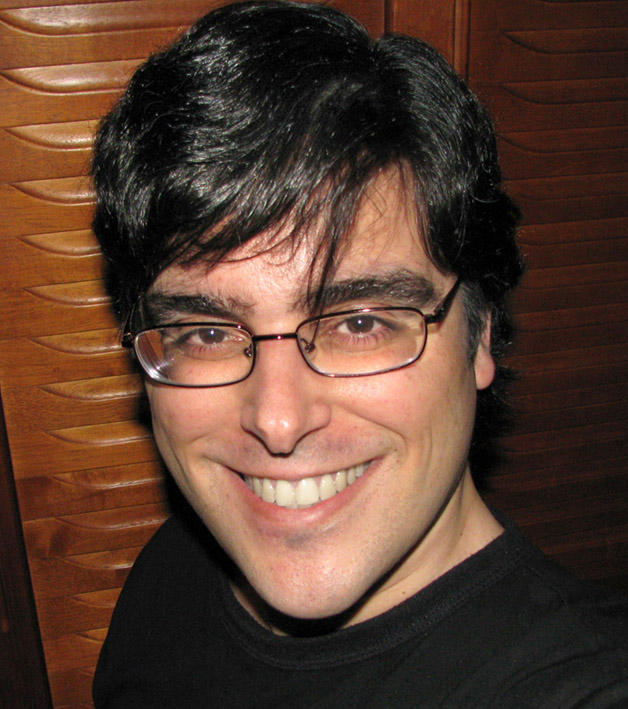
Guilherme Briggs é o atual de Scooby-Doo no Brasil (desde 2020), a pedido do próprio Orlando Drummond

- Guilherme Briggs (de 2020 - )[4]

## Origem do Nome
A origem do nome "Scooby-Doo" veio da música Strangers in the Night, de Frank Sinatra. Mas a ideia veio do chefe de programação infantil da CBS, Fred Silverman, que pensou no nome quando Frank Sinatra canta "doo-be-doo-be-doo".